# Lysiana murrayi
Lysiana murrayi (ou visco mulga ) é um arbusto hemiparasitário na família Loranthaceae (família dos viscos) que ocorre em todos os estados continentais da Austrália, excepto em Victoria . Tem folhas estreitas planas que têm de 2,5 a 6 cm de comprimento e de 1 a 3,5 mm de largura. O fruto tem uma forma esférica com 7-12 mm de comprimento e é rosa ou vermelho.
Ocorre do rio Ashburton, na Austrália Ocidental, nas planícies ocidentais de New South Wales e Queensland, crescendo em florestas áridas e semi-áridas e quase sempre em Acacias.